# Fame (Schiff, 1935)
HMS Fame (H78) war ein Zerstörer der F-Klasse der britischen Royal Navy. Im Zweiten Weltkrieg wurde das Schiff mit den Battle Honours „Norway 1940“, „Atlantic 1942—44“ und „Normandy 1944“ ausgezeichnet.
Der Zerstörer wurde 1949 an die Dominikanische Republik verkauft, die zuvor schon die ähnliche Hotspur angekauft hatte. 1969 wurde der Zerstörer, der anfangs den Namen Generalisimo und ab 1962 Sánchez führte, gestrichen.

## Geschichte des Zerstörers
Der Auftrag zum Bau des Schiffes ging am 17. März 1933 an die Parsons Marine Steam Turbine Company. Der Turbinenhersteller war auch schon zuvor Auftragnehmer von Einheiten für die Royal Navy gewesen, die meist Neuheiten der Turbinenentwicklung erhielten. Die Rümpfe ließ man auf anderen Werften fertigen. Die Rümpfe der Fame und ihres gleichzeitig bei Parsons bestellten Schwesterschiffes Firedrake baute Vickers-Armstrongs auf der Werft in High Walker. Diese Werft sollte nach der Übernahme von Armstrong-Whitworth durch Vickers ursprünglich keine Neubauten mehr fertigen. Tatsächlich begann mit dem Bau der beiden Zerstörer und dem folgenden britischen Aufrüstungsprogramm eine rege Neubautätigkeit der Werft. Die Kiellegung der beiden Neubauten erfolgte gleichzeitig am 5. Juli 1933 und sie liefen auch beide am 28. Juni 1934 vom Stapel. Die Fame war das 13. Schiff der Navy, das diesen 1655 eingeführten Namen erhielt. Zuletzt hatte ihn von 1896 bis 1921 ein bei Thornycroft entstandener 30 knotter der D-Klasse geführt. In Dienst gestellt wurde die neue Fame am 26. April 1935 als 6. Schiff der F-Klasse. Zusammen mit ihren Schwesterschiffen bildete der Zerstörer zunächst die 6., später die 8. Zerstörerflottille, die der Home Fleet zugeordnet waren.

### Einsatzgeschichte
Beim Athenia-Zwischenfall rettete Fame zusammen mit anderen Schiffen die Überlebenden des torpedierten Passagierdampfers. Am Abend des 23. November 1939 begleitete sie
mit sechs weiteren Einheiten der britischen 8. Zerstörerflottille (Leader Faulknor sowie Forester, Fortune, Firedrake, Foresight und Fury) das Flaggschiff Nelson der Home Fleet mit Admiral Forbes, das Schlachtschiff Rodney und den Schweren Kreuzer Devonshire aus dem Clyde in das Seegebiet nördlich der Shetlands, um ein von dem Hilfskreuzer Rawalpindi der Northern Patrol gemeldetes deutsches Schiff zu stellen. Es waren die Schlachtkreuzer Scharnhorst und Gneisenau, die schon die britischen Überwachungslinie zwischen Schottland und Norwegen unbemerkt durchbrochen hatten und nun in den Atlantik vorstoßen wollten. Die deutschen Schiffe versenkten den Hilfskreuzer, brachen aber den nun entdeckten Durchbruchsversuch ab. Die Deutschen konnten ohne Kontakt mit den alarmierten britischen Einheiten in ihre Basen zurückkehren. Wegen erheblicher Seeschäden mussten aber Fame und Foresight schon früh entlassen werden.
In der Folgezeit eskortierte das Schiff mehrfach Geleite nach Norwegen. Im Jahr 1940 wurde der Zerstörer dann bei der Norwegenunternehmung (Unternehmen Weserübung) zur Deckung von Schiffen der Home Fleet eingesetzt. Unter anderem sicherte sie mit der Codrington und den französischen Zerstörern Tartu, Chevalier-Paul und Milan den Konvoi FP-2 (Truppentransporter Président Doumer, Flandre und Djenné) vom 24. bis zum 28. April 1940, der die 27. Halbbrigade Chasseurs alpins von Scapa Flow nach Salangen und Bogen bei Narvik brachte. Im Mai unterstützte der Zerstörer mit anderen den amphibischen Vormarsch der Franzosen gegen deutsche Stellungen um Narvik. Ab dem 30. Mai begannen die Operationen zur Evakuierung der alliierten Truppen aus Norwegen, an welcher der Zerstörer bis zum Abschluss beteiligt war.
Am 17. Oktober 1940 lief er bei einer Hochgeschwindigkeitsfahrt in die Tynemündung infolge eines Navigationsfehlers bei schlechter Sicht in der Nähe von Whitburn am Tyne auf Grund. Acht von der Fame geführte Zerstörer sollten das neue Schlachtschiff King George V von der Bauwerft am Tyne abholen und zur endgültigen Fertigstellung nach Rosyth geleiten. Die Fame wurde von der ihr folgenden Ashanti, die ebenfalls auflief, gerammt und brannte aus. Da sie erst nach mehreren Tagen geborgen werden konnte, wurde auch der Rumpf schwer beschädigt. Vier weitere Zerstörer konnten ihre Strandung gerade noch vermeiden. Maori wurde dabei leicht beschädigt; nur Sikh, Electra und Brilliant blieben voll einsatzbereit.
Die Reparatur, die in der Werft von Chatham erfolgte, zog sich bis zum September 1942 hin. Die U-Boot-Abwehr- und Flugabwehr-Bewaffnung wurde dabei zulasten der Hauptgeschütze und eines Torpedorohrsatzes verstärkt.
In der Folgezeit wurde Fame zur Sicherung von Geleitzügen mit der britischen 6th British Escort Group im Nordatlantik eingesetzt, die sich anfangs aus dem alten britischen Zerstörer Viscount und den norwegischen Korvetten Eglantine, Acanthus, Rose, Montbretia und Potentilla der Flower-Klasse zusammensetze und in der Mitte des Ozeans vornehmlich eingesetzt wurde.
In dieser Zeit versenkte die Fame am 16. Oktober 1942 U 353. Ein Entertrupp konnte auf dem sinkenden deutschen U-Boot keine wertvollen Informationen entdecken. Am 17. Februar 1943 war der Zerstörer mit der Viscount an der Versenkung von U 69 beteiligt und versenkte U 201.
Vom Frühjahr 1944 bis zum Kriegsende lag der Einsatzschwerpunkt dann im Ärmelkanal und in der Biskaya, wo der Zerstörer deutsche U-Boote jagte. Kurz nach dem Beginn der Operation Overlord gelang es ihm, gemeinsam mit den Zerstörern Havelock und Inconstant, das mit einem Schnorchelmast ausgestattete U-Boot U 767 südwestlich von Guernsey zu versenken.

## Verkauf
Nach dem Ende des Krieges wurde HMS Fame der U-Boot-Abwehr-Schulflottille zugewiesen, wo sie bis 1947 genutzt wurde. Das Schiff wurde nach einer Überholung im Februar 1949 an die Dominikanische Republik verkauft. In der dortigen Marine fuhr es zunächst unter dem Namen Generalisimo, später wurde es in Sánchez umbenannt. Während des Bürgerkrieges im Jahre 1965 beschoss das Schiff gemeinsam mit anderen Einheiten der dominikanischen Marine die Hauptstadt. Danach wurde es der Reserve zugewiesen und drei Jahre später zum Abwracken verkauft.